# ال تاهو (کالیفرنیا)
ال تاهو، کالیفرنیا (به انگلیسی: Al Tahoe, California) یک منطقهٔ مسکونی در ایالات متحده آمریکا است که در شهرستان ال دورادو واقع شده‌است.

## خصوصیات
ال تاهو ۱٬۹۰۶ متر بالاتر از سطح دریا واقع شده‌است.